# Temor y temblor

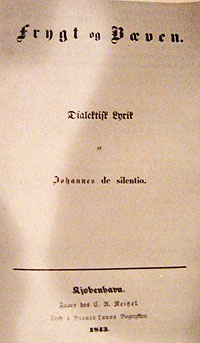
Portada de la primera edición (1843).

Temor y temblor (en danés Frygt og Bæven) es un escrito filosófico publicado en 1843 por Søren Kierkegaard bajo el seudónimo de Johannes de Silentio.
El libro empieza con la meditación de Abraham, donde él recibe la misión de Dios de sacrificar a su hijo Isaac, como es descrito en el capítulo 22 del Génesis. Sigue la "Problemata", donde se plantean tres preguntas filosóficas que surgen a raíz de la historia de Abraham:
1. ¿Puede Dios alterar el orden ético establecido? (Esto es, ¿puede ser considerado "bueno" el intento de Abraham de sacrificar a su hijo, dado que, a pesar de que fue un mandato divino, el sacrificio humano es éticamente inaceptable?)
2. ¿Existe una obligación moral absoluta de cumplir con la palabra de Dios?
3. ¿Es defendible desde un punto de vista ético que Abraham quisiera esconder su propósito a Sarah, Eleazar e Isaac?

En Temor y temblor Kierkegaard introduce la figura del "caballero de la resignación infinita", quien es capaz de desordenar todo por una gran causa y convivir con el dolor que eso le produzca esperando de manera infinita de forma admirable, "caballero de la fe", quien no sólo renuncia a todo sino que además confía por la fuerza del absurdo en que volverá a recibirlo de vuelta cuando aprenda a Dios. Para Kierkegaard, la resignación infinita es sencilla y es el estado anterior a la fe, la cual está basada en la creencia (y convicción) del absurdo, lo cual resulta mucho más difícil de lograr. Esta fe en el absurdo podía verse en Abraham cuando suponía que Dios no iba a permitir que el sacrificio de Isaac se consumara o que sería resucitado de entre los muertos; por esta razón, por la fe, Abraham se diferencia del asesino (al final del relato del Génesis 22, Dios detiene a Abraham en el último momento: un carnero se cruza en su camino y lo sacrifica, interpretando esta aparición como una señal divina, en vez de sacrificar a su hijo).